# Augusto Rangone
Augusto Rangone (né le 11 décembre 1885 à Alexandrie dans le Piémont et mort le 4 décembre 1970 à Acqui Terme dans la même région) est un entraîneur italien de football.

## Biographie
Il dirige la sélection italienne pendant trois années, la faisant participer aux Jeux olympiques de 1928 à Amsterdam, remportant la médaille de bronze et réalise la plus large victoire de son histoire contre l'Égypte 11 buts à 3, le 10 juin 1928, record qui sera battu lors des JO 1948 (Italie-USA 9-0).

## Palmarès
- Jeux olympiques
  - Médaille de bronze en 1928